# KeePassX
KeePassX és un gestor de contrasenyes gratuït i de codi obert descatalogat. Va començar com un port Linux de KeePass, que en aquell moment era un gestor de contrasenyes de codi obert però només per a Windows. Tots dos són ara multiplataforma, amb KeePassX utilitzant biblioteques Qt i versions recents de KeePass amb .NET / Mono. Es construeix amb la versió 5 del kit d'eines Qt, la qual cosa la converteix en una aplicació multiplataforma, que es pot executar a Linux, Windows i macOS.
KeePassX utilitza el format de base de dades de contrasenyes KeePass 2 (.kdbx) com a format natiu. També pot importar (i convertir) les bases de dades KeePass 1 (.kdb) més antigues.
El desembre de 2021 KeePassX va deixar de ser mantingut per la comunitat. Des de llavors existeix un fork de KeePassX anomenat KeePassXC.